# Кириленко, Анна Павловна
Анна Павловна Кириленко (род. 14 июня 1929, д. Губино, Шенкурский уезд, Северный край, РСФСР, СССР) — работница Мурманского рыбного комбината, депутат Мурманского городского Совета народных депутатов, кавалер ордена Ленина, почётный гражданин города-героя Мурманска.
Анна Кириленко родилась в крестьянской семье в деревне Губино Шенкурского уезда. Рано потеряла отца (умер в 1936 году). В 1945 году после окончания девятого класса средней школы Анна поступила в сельскохозяйственный техникум, однако из-за материальных трудностей в семье была вынуждена оставить учёбу и в 1947 году приехала на заработки в Мурманск. В Мурманске девушка окончила профессиональную школу ФЗУ Мурманского рыбокомбината, получив специальность консервщица 4-го разряда.
В 1948 году была принята рабочей консервного завода на рыбокомбинат. Будучи работницей комбината вступила в ВЛКСМ и активно включилась в социалистическое соревнование. Вскоре Кириленко назначили бригадиром, а в мае 1955 года перевели на должность мастера первого рыбозавода Мурманского рыбокомбината. В том же 1955 Анна Павловна Кириленко вступила в КПСС.
Смена на рыбозаводе, мастером которой назначили Кириленко, была отстающей, в её составе была начинающая трудовой путь молодёжь, присутствовали люди, освободившиеся из мест лишения свободы, а также граждане, прошедшие курс лечения в ЛТП. В новой должности мастер Кириленко проявила себя чутким ответственным руководителем, всегда готовым прийти на помощь неопытным подчинённым, объяснить и личным примером показать, как надо выполнять работу. Рабочий день мастера смены длился с 7 утра до позднего вечера. По завершении смены Анна Кииленко не всегда шла сразу домой. Иногда её путь лежал в рабочее общежитие к тем сотрудникам, которые по какой-то причине не вышли в тот день на работу. Мастера смены интересовали условия быта подчинённых, причины, толкающие рабочих на прогулы. Анна Павловна старалась помочь коллегам в обеспечении жильём, устройстве детей в дошкольные учреждения, а также позаботиться об их отдыхе. Настойчивость мастера Кириленко, умелое сочетание организаторской и воспитательной работы возымели своё действие. В короткий срок коллектив её смены вышел в число передовых на рыбокомбинате. Без отрыва от производства Анна Павловна в 1957 году заочно окончила Ховринский индустриальный техникум Мосгорсовнархоза по специальности техник-технолог.
Добившаяся успехов на 1-м рыбозаводе Кириленко была переведена в начальники смены на холодильном заводе № 2. На новом месте Анна Павловна также проявила себя самым лучшим образом. Рабочие её цеха включились в соревнование за звание коллектива коммунистического труда и в 1962 году получили это высокое звание, выработав за год 153110 центнеров рыбы, в том числе 1670 центнеров сверх плана. Производительность труда рабочих по сравнению с 1961 годом выросла на 5 процентов.
Особое внимание Анна Павловна уделяла повышению качества выпускаемой продукции. Ею был разработан внутрисменный поточный контроль за качеством, при котором рабочие сами контролировали как правильность проделанной до них работы, так и последующие операции. Многие рабочие смены Кириленоко занимались в кружке по изучению экономики производства, — только за один лишь 1962 год 32 из них повысили свою квалификацию и овладели несколькими смежными специальностями. Результатом всего этого стала практически полная ликвидация случаев брака в работе, и коллективу смены А. П. Кириленко было предоставлено право выпуска продукции с собственным удостоверением качества, без необходимости предъявления её отделу технического контроля.
За большой вклад в развитие предприятия А. П. Кириленко в 1963 году была награждена орденом Ленина.
Благодаря продуманной организации труда, слаженности в работе, смена Анны Павловны в течение многих лет была одной из лучших на рыбокомбинате; фотографии членов её коллектива постоянно присутствовали на Доске почёта. К наградам самой А. П. Кириленко прибавились медали «В ознаменование 100-летия со дня рождения Владимира Ильича Ленина», «Ветеран труда», знак «Отличник соцсоревнования». В 1973 года Кириленко была назначена начальником цеха Мурманского рыбокомбината.
Производственную работу Анна Кириленко сочетала с общественной, являлась членом партийного комитета Мурманского рыбокомбината, избиралась в Мурманский городской Совет народных депутатов. Рабочие могли спокойно обратиться к ней по любому вопросу, — Анна Павловна выслушивала каждого и не оставляла без внимания ни чью просьбу или предложение. Занимая достаточно высокие посты, Кириленко по-прежнему не отделяла себя от коллектива, регулярно принимала участие в субботниках и воскресниках по очистке от мусора территории холодильного завода, озеленению цехов, строительству городского стадиона, способствовала развитию занятий в кружках, художественной самодеятельности в клубе рыбокомбината, пропагандировала массовый спорт.
12 марта 1981 году Анне Павловне было присвоено звание Почётный гражданин города Мурманска.
После выхода в 1983 году на пенсию Анна Павловна Кириленко переехала в город Нежин Черниговской области Украинской ССР. На 2016 год проживала на Украине, имела 4 внука и 2 правнука.